# Łomnica-Zdrój

Nieoficjalny herb wsi Łomnica-Zdrój

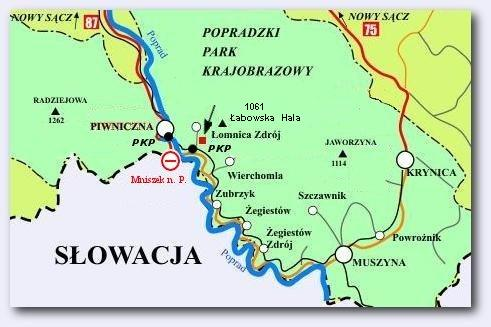
Mapa położenia

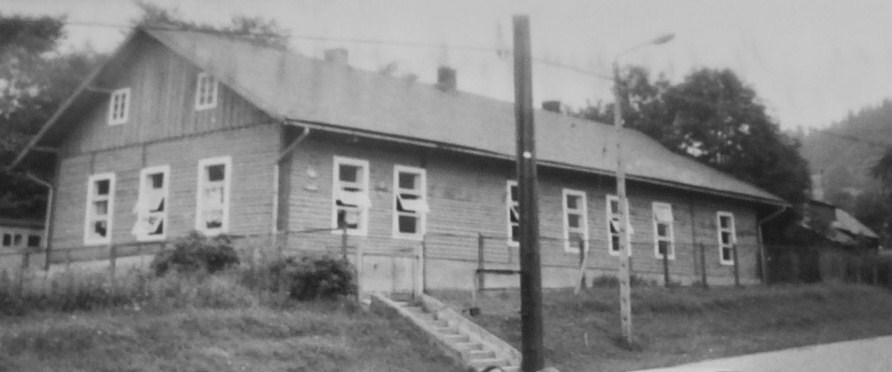
Budynek dawnej szkoły podstawowej w Łomnicy-Zdroju (1991)

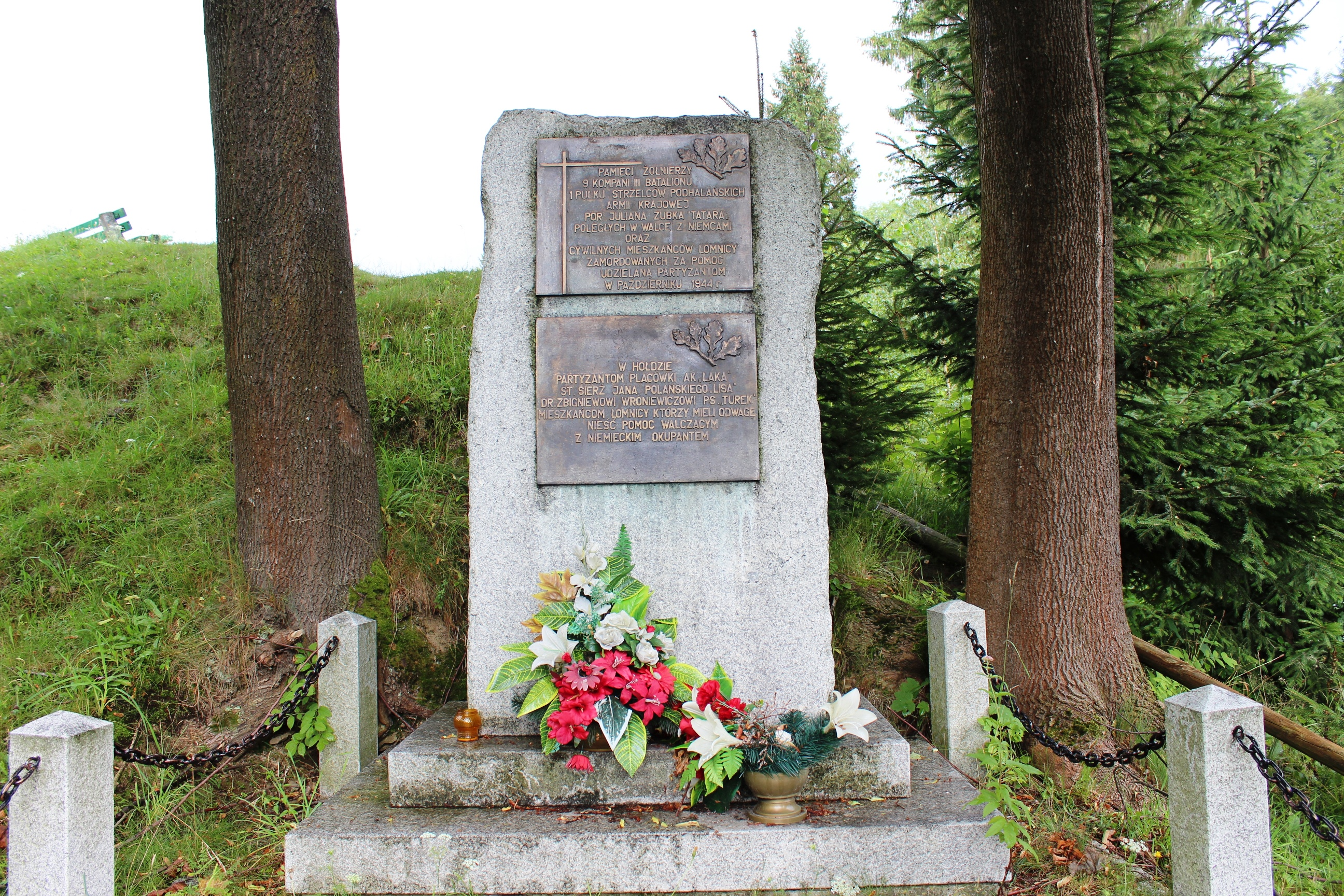
Pomnik pamięci żołnierzy 9 kompanii III Batalionu 1 PSP AK i mieszkańców cywilnych Łomnicy

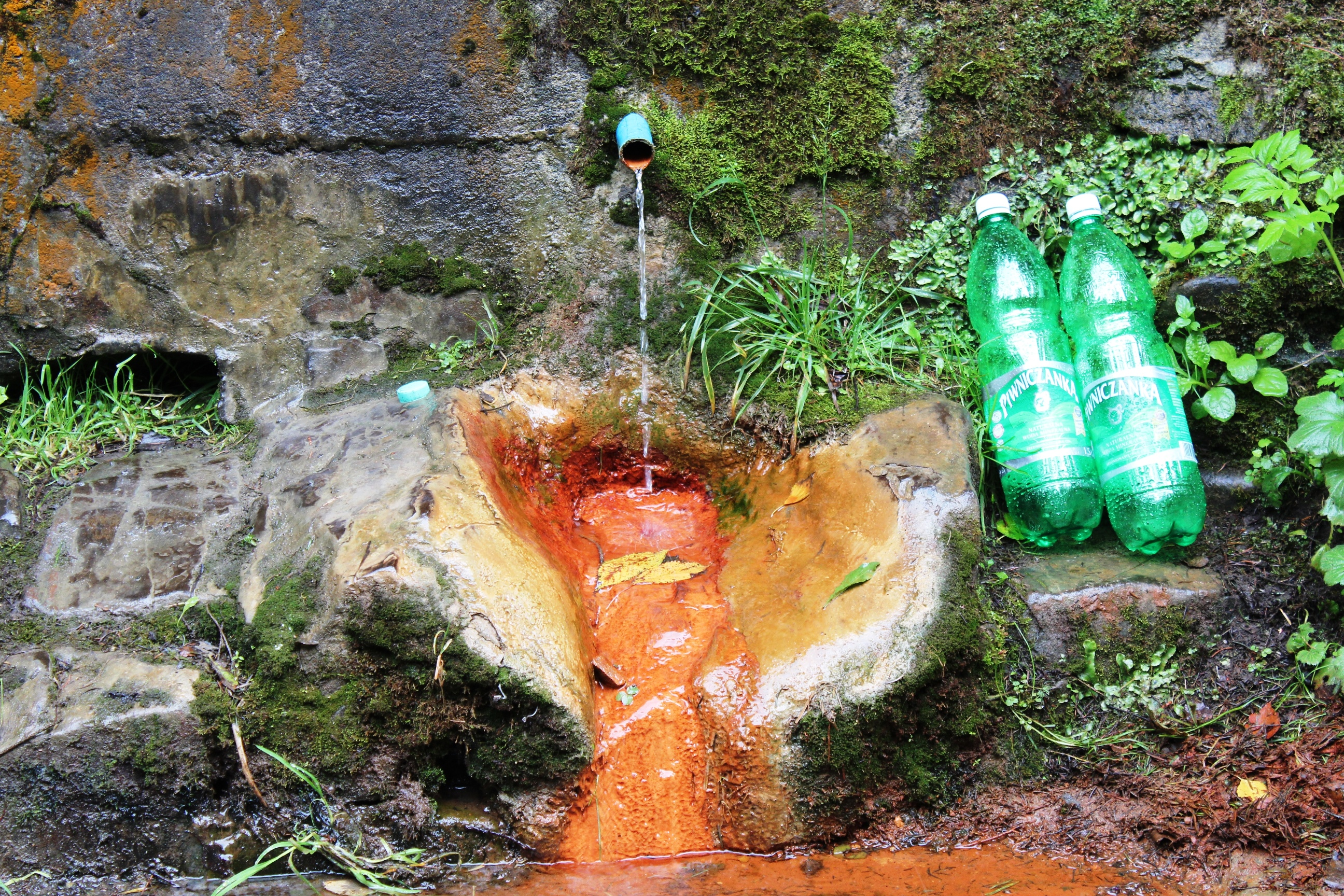
Źródło wodorowęglanowo-wapniowo-magnezowej wody mineralnej „Stefan”

Łomnica-Zdrój – wieś w Polsce, położona w województwie małopolskim, w powiecie nowosądeckim, w gminie Piwniczna-Zdrój.
Wieś królewska Łomnica, położona była w drugiej połowie XVI wieku w powiecie sądeckim województwa krakowskiego. W latach 1975–1998 miejscowość położona była w województwie nowosądeckim. Wieś ma charakter turystyczny.

## Integralne części wsi
| Rodzaje    | Nazwy |
| ---------- | --- |
| części wsi | Bołozy, Chowańce, Do Porębskich, Do Potoka, Duże, Fiodory, Franczaki, Jarzębaki, Kasieńczarze, Kąty, Korkówka, Króle, Maryniaki, Mrozkówka, Nawsie, Niedźwiadki, Niżne Żywczaki, Piekło, Podjezior, Polanka, Poza Wierch, Rechmanówka, Serwoniec, Skowronki, Smydy, Śnice, Świniarnia, Szafrany, Szwale, Toczki, Wargulce, Wilczaki, Wnęki, Wyżne Żywczaki, Wyzyski, Zagrody, Żrałki |

## Geografia
Łomnica-Zdrój leży w Beskidzie Sądeckim, wzdłuż ujściowego odcinka potoku Łomniczanka. Wieś otaczają lesiste masywy górskie. Od zachodu wznoszą się Kicarz (704 m) i Groń (641 m), od wschodu Drapa (803 m) wchodząca w skład pasma Kiczory, natomiast od północy Parchowatka (1004 m), a dalej główny grzbiet Jaworzyny Krynickiej z kulminacjami Pisanej Hali (1043 m) i Wierchu nad Kamieniem (1083 m).
Wieś graniczy z miastem Piwniczna-Zdrój, a także z wsiami: Kokuszką, Wierchomlą Wielką (gmina Piwniczna-Zdrój), Barnowiec, Składziste (gmina Łabowa) i Złotne (gmina Nawojowa).

## Historia
Pierwsza wzmianka o Łomnicy pochodzi z pergaminów królewskich, które dowodzą, że Łomnica była lokowana wcześniej niż miasto Piwniczna-Zdrój. Była wsią królewską, założoną przez króla Kazimierza Wielkiego. Tak zwana Stara Łomnica (Łomnica antiquam) rozwijała się od strony Majerza w górę Łomniczanki.
Nowa Łomnica (Łomnica novae radicus), powstała w średnim biegu Łomniczanki, lokowana została w 1570. Obie Łomnice pozostawały aż do rozbiorów własnością królewską, w administracji starostów sądeckich, przy czym Stara Łomnica podlegała im pośrednio jako własność miasta Piwnicznej. Zamieszkane były przez ludność polską. Była to graniczna wieś polska, od Wierchomli zaczynała się Łemkowszczyzna skolonizowana przez ludność wołosko-ruską.
W 1770 Łomnica znalazła się w granicach Austrii. Od 1785 należała do sądeckich kameralnych dóbr państwowych (K.k Cameral Amt). W czasach autonomii galicyjskiej i do 1933 była gminą jednowioskową, po 1934 należała do gminy zbiorowej Piwniczna. W latach 1954–1961 była samodzielną gromadą. Od 1961 była gromadą GRN Piwniczna-Wieś, od 1973 jest sołectwem.
W 1410 w Łomnicy miały miejsce potyczki rycerstwa polskiego oraz pospolitego chłopskiego ruszenia z oddziałami Zygmunta Luksemburczyka, dowodzonymi przez Ścibora ze Ściborzyc, herbu Ostoja (1347–1414). Wojska Luksemburczyka łupiły Małopolskę, podczas gdy polskie rycerstwo walczyło pod Grunwaldem i pod Koronowem. Napotkawszy opór, zaczęły się wycofywać na górne Węgry (dzisiejszą Słowację), gdzie zostały ostatecznie rozgromione.
Około XVI wieku mieszkańcy zajęli się wypasem owiec i kóz, co urozmaiciło dotychczasowe rolnictwo oparte na uprawie zbóż oraz hodowli bydła i przyczyniło się do wzrostu zamożności łomniczan. Przed II wojną światową okolicznym górom groziło całkowicie wylesienie ze względu na intensywny rozwój rolnictwa. Wówczas Łomnica charakteryzowała się największą liczbę biedoty wiejskiej (tzn. komorników przypadających na jedno gospodarstwo) w ziemi sądeckiej.
Rozwój Łomnicy jako uzdrowiska rozpoczął się w 1910, kiedy po raz pierwszy zaczęto wykorzystywać znajdujące się tutaj źródła wody mineralnej. W 1924 utworzono w willi dra Ziarki dom kąpielowy, a w 1928 małe łazienki z kąpielami borowinowymi i mineralnymi, które zniszczone w 1939 przez powódź nigdy nie zostały odbudowane.
W XVI wieku Łomnica graniczyła z Państwem Muszyńskim. Wieś dwukrotnie całkowicie wymierała, przypuszczalnie z powodu epidemii lub głodu. Ponowne lokacje miały miejsce w XV wieku i pod koniec XVI wieku. W latach 1912–1915 wzniesiono nowy kościół. Około 1890 w Łomnicy została wybudowana szkoła podstawowa. W 1989, ze względu na rosnącą liczbę uczniów, założono w centralnej części wsi nową szkołę. W późniejszych latach dobudowano do szkoły podstawowej gimnazjum publiczne.
O historii Łomnicy z okresu II wojny światowej świadczy Pomnik pamięci żołnierzy 9 kompanii III Batalionu 1 PSP AK i mieszkańców cywilnych Łomnicy, znajdujący się nad pomnikiem przyrody skałka piaskowcowa „Łomniczanka”.

## Demografia
Ludność według spisów powszechnych, w 2009 według PESEL.
| Rok    | 1900 | 1921 | 1931 | 2002 |
| Liczba | 197  | 230  | 252  | 358  |

| Zwierzęta | Konie | Bydło | Owce | Świnie |
| Liczba    | 93    | 781   | 899  | 209    |

## Transport i turystyka
Przez Łomnicę-Zdrój przebiega droga powiatowa nr 1519 K o długości 5,88 km – z czego 5,7 km na terenie wsi, a 180 m na terenie osiedla Majerz w Piwnicznej-Zdroju, gdzie łączy się z drogą wojewódzką nr 971, przy której znajduje się przystanek kolejowy.
Łomnica to całoroczna wieś turystyczna. Szlaki turystyczne prowadzą na szereg szczytów: Kicarz, Łabowska Hala, Parchowatka, z których można obserwować Beskid Sądecki, Tatry i Pieniny. Zimą czynna jest stacja narciarska w sąsiedniej Wierchomli. Górna część Łomnicy obfituje w szczawy. Wieś posiada bazę noclegową.
Działa tu Dom Rekolekcyjny Redemptorystów "Marianum", początek budowy 1931 rok.
W górnej części wsi znajdują się liczne źródła wód mineralnych. Jest ich tyle, że często mieszkańcom trudno było o studnię ze zwykłą wodą. Jedno z takich źródeł znajduje się przy niebieskim szlaku turystycznym na Halę Łabowską.

## Przyroda

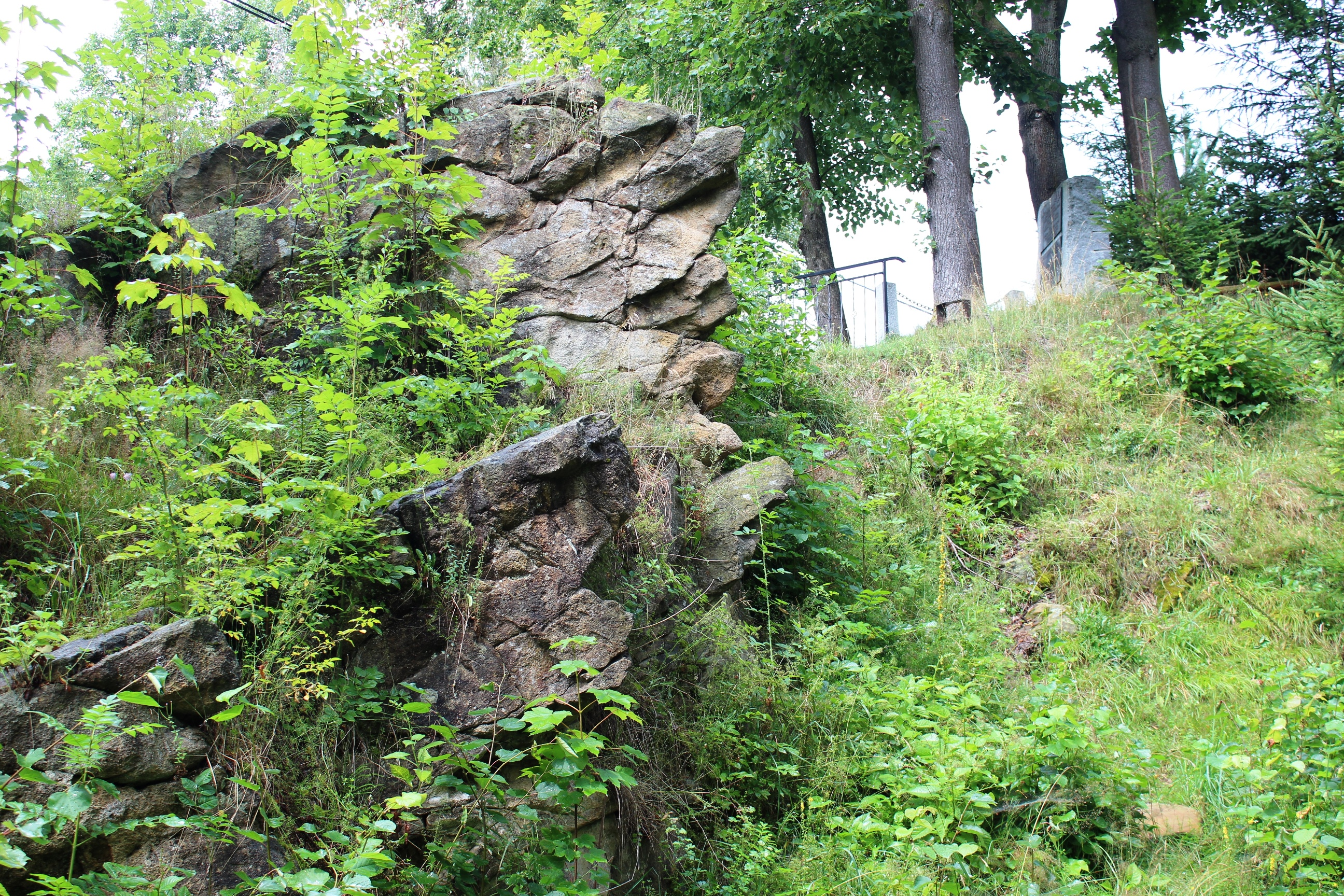
Pomnik przyrody Skałka piaskowcowa „Łomniczanka”

W Łomnicy znajdują się dwa pomniki przyrody nieożywionej:
- wodospad na potoku Łomniczanka – spadający ze stromo nachylonej ławicy piaskowca potok tworzy wodospad o wysokości ok. 3 m i długości progu ok. 7 m, u podstawy którego znajduje się kocioł eworsyjny o głębokości do 1,6 m. Możliwe jest, że próg wodospadowy zostanie kiedyś rozczłonkowany wzdłuż spękań ciosowych przez erozyjne działanie wody, która już teraz spływa trzema strugami. Poniżej wodospadu znajdują się źródła wód mineralnych typu szczaw z zawartością głównie jonów wodorowęglanowych, wapniowych i magnezowych. Kilka źródeł jest ujętych i wykorzystywanych przez mieszkańców. Obszar chroniony od 1982 roku.
- skałka piaskowcowa „Łomniczanka” pochodzenia erozyjnego o długości 9 m, i wysokości 3,5 m, zbudowana z piaskowca ogniwa krynickiego i charakteryzująca się ciekawymi strukturami procesu wietrzenia. Skałka została objęta ochroną w 1998 i znajduje się nad potokiem Łomniczanka, w pobliżu pomnika pamięci żołnierzy 9 kompanii III Batalionu 1 PSP AK i mieszkańców cywilnych Łomnicy.

Wieś znajduje się na terenie Popradzkiego Parku Krajobrazowego.

## Kultura
W Łomnicy-Zdroju używana jest gwara łomniczańska stanowiąca odmianę gwary sądeckiej. Na co dzień gwara wykorzystywana jest głównie przez mieszkańców wsi w starszym i średnim wieku, mimo to częściowo znana jest również wśród najmłodszych pokoleń.
Łomnica-Zdrój to miejsce powstania potrawy znanej jako pierogi łomnicańskie (zwanej również mordoniami), robionej z tartych ziemniaków z farszem z gotowanych ziemniaków i białego sera (lub bryndzy). Pierogi zostały wpisane na Listę Produktów Tradycyjnych, a jego festiwal odbywa się corocznie w sezonie letnim.
Rdzennych mieszkańców Łomnicy-Zdroju zalicza się do grupy górali nadpopradzkich, zwanych też czarnymi góralami.
W miejscowości działa również kapela góralska Piyrogi Łomnicońskie, która zajmuje się kultywowaniem folklorystycznych tradycji wsi.

## Ochotnicza Straż Pożarna
Ochotnicza Straż Pożarna w Łomnicy-Zdroju została założona w 1928 roku i posiada remizę strażacka oraz dwa samochody bojowe Ford Transit VII 125T350 GLBM 0,15/0,4 oraz Star 266 GBAM 2,5/8+8.